# 拉普雷里鎮區 (明尼蘇達州清水縣)
拉普雷里鎮區（英語：La Prairie Township）是位於美國明尼蘇達州清水縣的一個行政鎮區。

## 地方資料
拉普雷里鎮區的面積為277.20平方千米，當中陸地面積為257.90平方千米，而水域面積為19.30平方千米。根據2020年美國人口普查的數據，當地共有人口398人，而人口密度為每平方千米1.44人。